# Quận Yadkin, North Carolina
Quận Yadkin là một quận nằm ở tiểu bang Bắc Carolina.  Tại thời điểm năm 2000, quận có dân số 36.348 người. Quận lỵ đóng ở Yadkinville6.
Quận được lập năm 1850 từ khu vực thuộc quận Surry phía nam sông Yadkin.

## Địa lý
Theo Cục điều tra dân số Hoa Kỳ, quận có tổng diện tích 337 square miles (874 km²), trong đó, 336 dặm Anh vuông (869 km²) là diện tích đất và 2 dặm Anh vuông (5 km²) trong tổng diện tích (0,57%) là diện tích mặt nước.

### Các thị trấn
Quận được chia thành 12 xã: 
| - Boonville - Deep Creek - East Bend - Forbush | - North Buck Shoals - North Fall Creek - North Knobs - North Liberty | - South Buck Shoals - South Fall Creek - South Knobs - South Liberty |

### Các quận giáp ranh
- Quận Surry, Bắc Carolina - Bắc
- Quận Forsyth, Bắc Carolina - Đông
- Quận Davie, Bắc Carolina - Nam-Đông nam
- Quận Iredell, Bắc Carolina - Nam-Tây nam
- Quận Wilkes, Bắc Carolina - Tây

### Thành phố và thị trấn
- Boonville
- East Bend
- Jonesville
- Yadkinville

## Thông tin nhân khẩu
Theo cuộc điều tra dân số2 tiến hành năm 2000, quận này có dân số 36.348 người, 14.505 hộ, và 10.588 gia đình sinh sống trong quận này. Mật độ dân số là 108 người trên mỗi dặm Anh vuông (42/km²). Đã có 15.821 đơn vị nhà ở với một mật độ bình quân là 47 trên mỗi dặm Anh vuông (18/km²).  Cơ cấu chủng tộc của dân cư sinh sống tại quận này gồm 92,54% người da trắng, 3,43% người da đen hoặc người Mỹ gốc Phi, 0,16% người thổ dân châu Mỹ, 0,17% người gốc châu Á, 0,02% người các đảo Thái Bình Dương, 2,91% từ các chủng tộc khác, và 0,77% từ hai hay nhiều chủng tộc.  6,48% dân số là người Hispanic hoặc người Latin thuộc bất cứ chủng tộc nào.
Có 14,505 hộ trong đó có 32,10% có con cái dưới tuổi 18 sống chung với họ, 60,00% là những cặp kết hôn sinh sống với nhau, 9,00% có một chủ hộ là nữ không có chồng sống cùng, và 27,00% là không gia đình. 24,00% trong tất cả các hộ gồm các cá nhân và 10,50% có người sinh sống một mình và có độ tuổi 65 tuổi hay già hơn.  Quy mô trung bình của hộ là 2,47 còn quy mô trung bình của gia đình là 2,92,
Phân bố độ tuổi của cư dân sinh sống trong huyện là 24,00% dưới độ tuổi 18, 7,50% từ 18 đến 24, 30,20% từ 25 đến 44, 24,20% từ 45 đến 64, và 14,20% người có độ tuổi 65 tuổi hay già hơn.  Độ tuổi trung bình là 38 tuổi. Cứ mỗi 100 nữ giới thì có 96,40 nam giới. Cứ mỗi 100 nữ giới có độ tuổi 18 và lớn hơn thì, có 93,60 nam giới.
Thu nhập bình quân của một hộ ở quận này là $36.660, và thu nhập bình quân của một gia đình ở quận này là $43.758, Nam giới có thu nhập bình quân $29.589 so với mức thu nhập $22.599 đối với nữ giới. Thu nhập bình quân đầu người của quận là $18.576, Khoảng 7,10% gia đình và 10,00% dân số sống dưới ngưỡng nghèo, bao gồm 10,90% những người có độ tuổi 18 và 17,40% là những người 65 tuổi hoặc già hơn.